# علامات المحارب
علامات المحارب (بالإنجليزية: Warrior Marks: Female Genital Mutilation and the Sexual Blinding of Women) كتاب صدر عام 1993، من تاليف أليس والكر وبراتييبا بارمر عن تشويه الأعضاء التناسلية للإناث والذعر الجنسي للنساء والذي قدم فيلما وثائقيا حائزا على عدة جوائز بنفس الاسم. بعد روايتها في عام 1992 بعنوان Possessing the Secret of Joy ، تقوم واكر برحلة إلى أجزاء من أفريقيا حيث لا يزال يمارس فيها استئصال البظر. إن كتاب علامات المحارب عمل مروع حيث تقوم واكر بإجراء مقابلات مع النساء اللاتي أجريت لهن العملية، وأخيراً أجرت مقابلة مع امرأة - ختنت نفسها - تقوم بإجراء تلك العملية.